# 1463

## Събития
- Княз Иван III присъединява Ярославлското княжество към Московското, първа стъпка към обединяването на Русия;
- Султан Мехмед II завладява град Ключ, с което Босна пада под османска власт.

## Родени
- 24 февруари – Джовани Пико дела Мирандола, италиански философ

## Починали
- юни – Стефан Томашевич, деспот на Сърбия и последен крал на Босна
- 1 ноември, Давид Велики Комнин – император на Трапезундската империя
- 1(13) декември – Мария Хелдернска, кралица на Шотландия, съпруга на Джеймс II и регент на сина си Джеймс III
- Мари д'Анжу, кралица на Франция